# Tram STEFER: motrici napoletane
Le vetture napoletane della STEFER di Roma sono state un gruppo di motrici a due assi, entrate in servizio nel 1927 con relativi rimorchi. Il soprannome napoletane fu dato dal personale per l'ubicazione del costruttore a Napoli.

## Storia
Nel 1927 la STFER dispone per i servizi a carattere locale di quattordici motrici (le 30 del 1906 e le 40 del 1912), e sette rimorchi (i 105-112 del 1906) a due assi. Di questo materiale tre vetture del gruppo 40 in epoca imprecisata sono state adattate a vetture urbane, coi nuovi numeri 4-6, eliminando la suddivisione in classi. Nell'ultimo periodo di gestione privata, con l'aumento del traffico urbano di Roma, la società (che non prevede i potenziamenti urbani che saranno invece decisi dalla gestione pubblica) decide di acquistare un ulteriore gruppo di vetture a due assi, motrici e rimorchi, che pur presentando l'allestimento extraurbano sono destinate alle relazioni di tipo locale.

## Meccanica ed equipaggiamento
Le casse sono rivestite inizialmente in doghe di legno e sono prive di lucernario. Le motrici poggiano su un truck Brill 21-e dotato due motori GE 216 da 50 CV ed hanno presa di corrente con trolley a rotella. I rimorchi sono del tipo ad assi radiali. 

## Servizio

Motrice 10 e rimorchio 119 trasformato in carro serbatoio

Circa un anno dopo l'arrivo delle napoletane la STFER diventa azienda pubblica. Programmando servizi urbani con vetture a carrelli simili a quelle di ATAG ha un minore fabbisogno di materiale a due assi, parte del quale viene trasformato in motrici e rimorchi di servizio. Delle napoletane sopravvivono nel dopoguerra le motrici 10 e 11 per trasporto operai e i rimorchi 117-120 trasformati, in carro pianale, in serbatoio e in carro scala (sembra che i 117 e 118 fossero stati precedentemente utilizzati anch'essi come carri scala)

## Numerazione
Essendo vetture a due assi le motrici devono essere comprese in decine basse. Rinumerate le imperiali da 10-21 a 41-52 sarebbero in teoria liberi i numeri delle decine 1 e 2, ma in realtà i numeri 20, 21 e 22 sembra siano stati occupati in fase transitoria, cioè dopo la rinumerazione delle imperiali, dalle motrici 40 non adattate a vetture urbane (le 4-6). Pur potendo stare tutte nella decina 1 (ad esempio 10-17 o 11-18), si decide di andare a seguito dell'ultima urbana, la 6, e vengono numerate 7-14. Con tale operazione i numeri da 1 a 40 sono rotabili a due assi, quelli successivi vetture a carrelli. I rimorchi seguono il criterio dei precedenti rimorchi a due assi (numeri in continuazione), e sono numerati 113-120